# Gabrielle Giffords
Gabrielle Dee Giffords, née le 8 juin 1970 à Tucson (Arizona), est une femme politique américaine, membre du Parti démocrate. Elle représente le huitième district de l'Arizona à la Chambre des représentants des États-Unis de 2007 à 2012.
Élue à la Chambre des représentants de l'Arizona entre 2001 et 2003 puis au Sénat de l'État de 2003 à 2006, elle est très grièvement blessée à la tête lors de la fusillade de Tucson en 2011, et reste handicapée depuis. Elle démissionne de la Chambre fédérale un an plus tard pour se consacrer à sa convalescence, tout en poursuivant ses engagements politiques pour le droit à l'avortement et la restriction du droit de porter des armes.

## Parcours politique

### Représentante des États-Unis

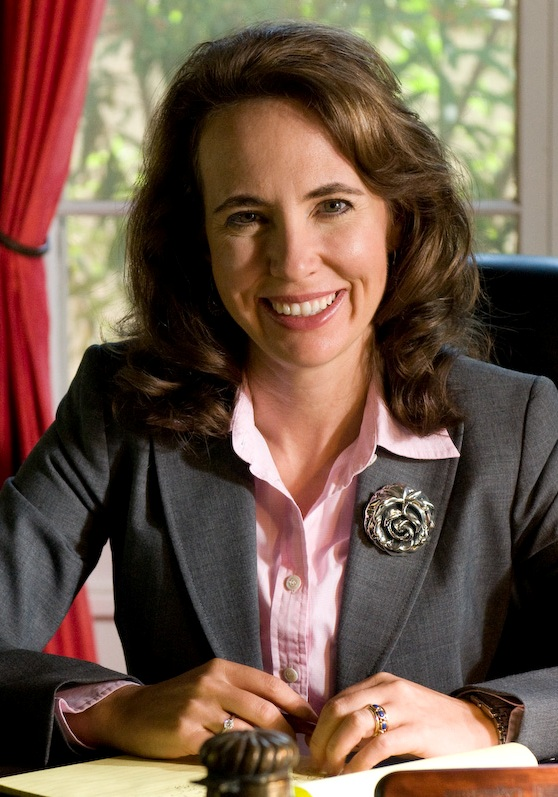
Gabrielle Giffords en 2008.

Gabby Giffords est la première représentante fédérale de confession juive à être élue en Arizona. Au sein de la Chambre des représentants, elle est membre de la commission des Armées (sous-commission de l'état de préparation et sous-commission des Forces armées de l'Air et de Terre), de la commission des Affaires étrangères (sous-commission de l'Hémisphère occidental) et de la commission des Sciences et Technologies (sous-commission de l'énergie et l'environnement et sous-commission de l'espace et de l'aéronautique).
Victime de vandalisme pour son soutien au plan de réforme de la sécurité sociale américaine, elle se plaint en mars 2010 dans une interview à la chaîne MSNBC que sa circonscription est représentée derrière une cible par une affiche de Sarah Palin, ancienne candidate des Républicains à la vice-présidence des États-Unis,. En octobre 2010, elle reçoit la note de 100 % de l'organisation NARAL Pro-Choice America pour sa défense du droit des femmes à avorter.
Jusqu'en 2011, elle se distingue également en s'opposant à nombre de démocrates sur la question du droit de porter des armes garanti par le 2e amendement de la Constitution américaine en s'y déclarant favorable.

### Fusillade à Tucson en 2011

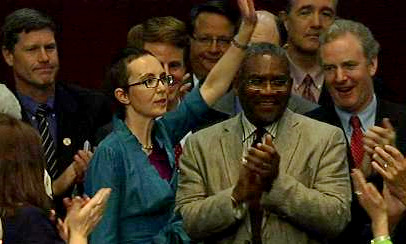
Gaby Giffords lors de son retour à la Chambre des représentants, le 1 août 2011.

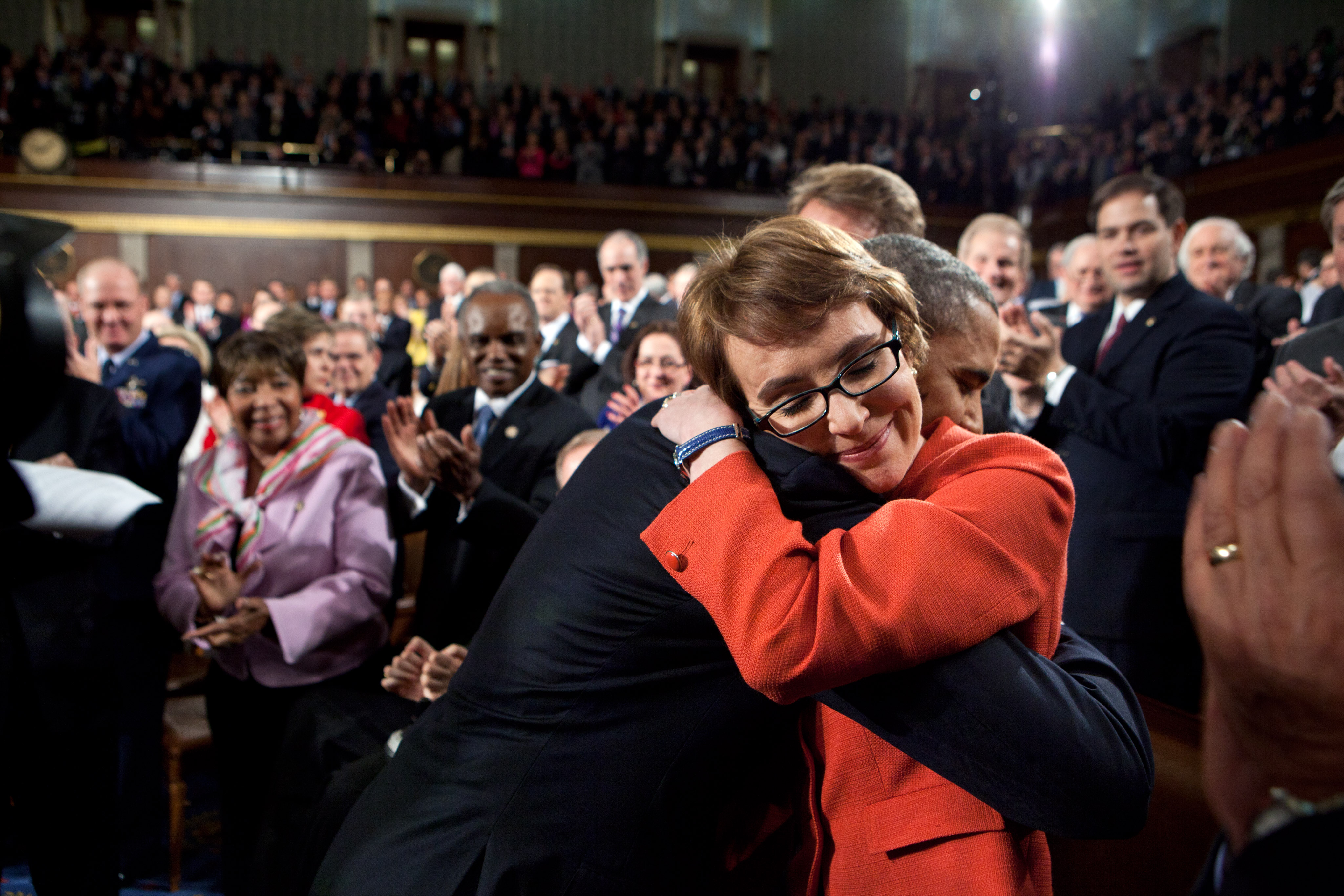
Barack Obama embrasse Gabrielle Giffords à l'occasion du discours sur l'état de l'Union, le 24 janvier 2012.

Le 8 janvier 2011, Gaby Giffords est gravement blessée à la tête lors d'une fusillade qui fait six morts et douze autres blessés alors qu'elle tient une réunion politique.
« La parlementaire est en vie et en salle d'opération », indique une porte-parole de l'hôpital où elle est soignée, alors que plusieurs médias ont d'abord fait état de son décès. La porte-parole de l'hôpital universitaire de Tucson annonce que neuf autres victimes de tirs sont hospitalisées dans un état grave. Le tireur, un homme âgé de vingt-deux ans, est arrêté et a depuis été condamné à la réclusion à perpétuité.
Après l'avoir opérée, et lors d'une conférence de presse retransmise par CNN, le chirurgien Dr Peter Rhee annonce qu'une balle a traversé la tête de la députée  et que, placée dans un coma artificiel, son état est critique.
Cet attentat suscite de nombreuses réactions. Le président Barack Obama réagit d'abord par communiqué, affirmant qu'il s'agit d'une « tragédie innommable » et d'un « acte insensé », puis se rend au chevet de la députée le 12 janvier 2011. La chef de la minorité à la Chambre, la démocrate Nancy Pelosi, se dit « profondément attristée » par cet acte « insensé et inconcevable ». Le nouveau président de la Chambre, le républicain John Boehner, se déclare quant à lui « horrifié ».

### Après l'attentat

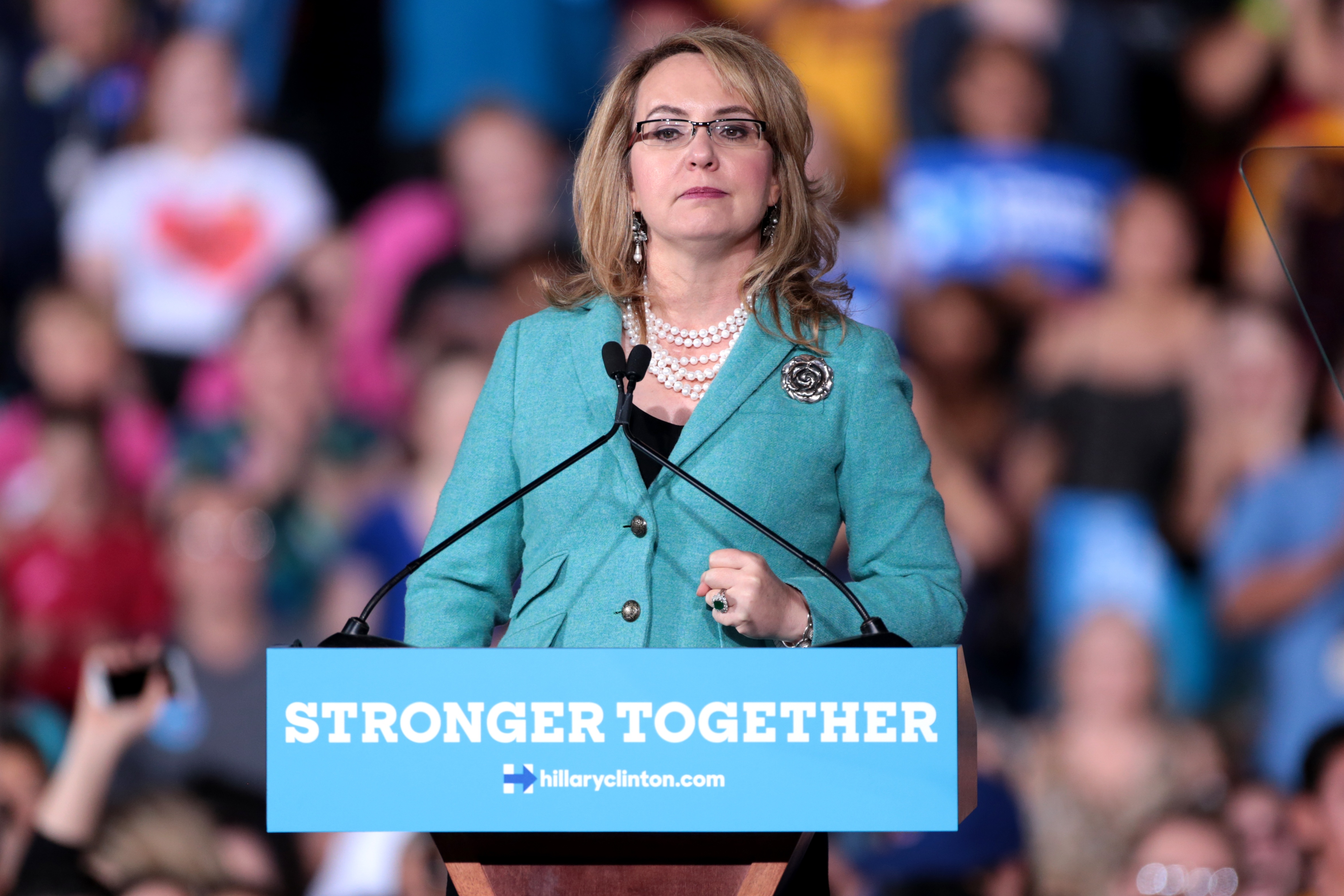
Gabrielle Giffords en campagne pour Hillary Clinton, en novembre 2016.

Le 1er août 2011, bien qu’handicapée (elle est paralysée du bras droit, a un champ visuel très limité et doit réapprendre à parler), Gaby Giffords retourne à la Chambre des représentants, pour voter en faveur d'une loi autorisant le gouvernement à relever le plafond maximum de la dette. Elle est alors accueillie par une ovation debout.
Le 25 janvier 2012, elle démissionne de la Chambre pour se focaliser sur sa convalescence. Lue devant la Chambre par sa collègue Debbie Wasserman Schultz, sa lettre de démission donne lieu à une nouvelle ovation debout.
À rebours de ses opinions antérieures à l'attentat, Giffords engage un combat en faveur d'une restriction du port d'armes et pour un meilleur contrôle des armes à feu aux États-Unis. En janvier 2013, elle s'adresse aux sénateurs pour leur demander de se positionner dans ce sens : « Vous devez agir, soyez audacieux ». Son discours (72 mots, lus lentement et de manière hésitante) est sa plus longue allocution depuis la fusillade de Tucson En 2015, alors que les tueries se multiplient aux États-Unis, Giffords lance un mouvement afin de réformer la législation sur les armes à feu.

## Vie privée

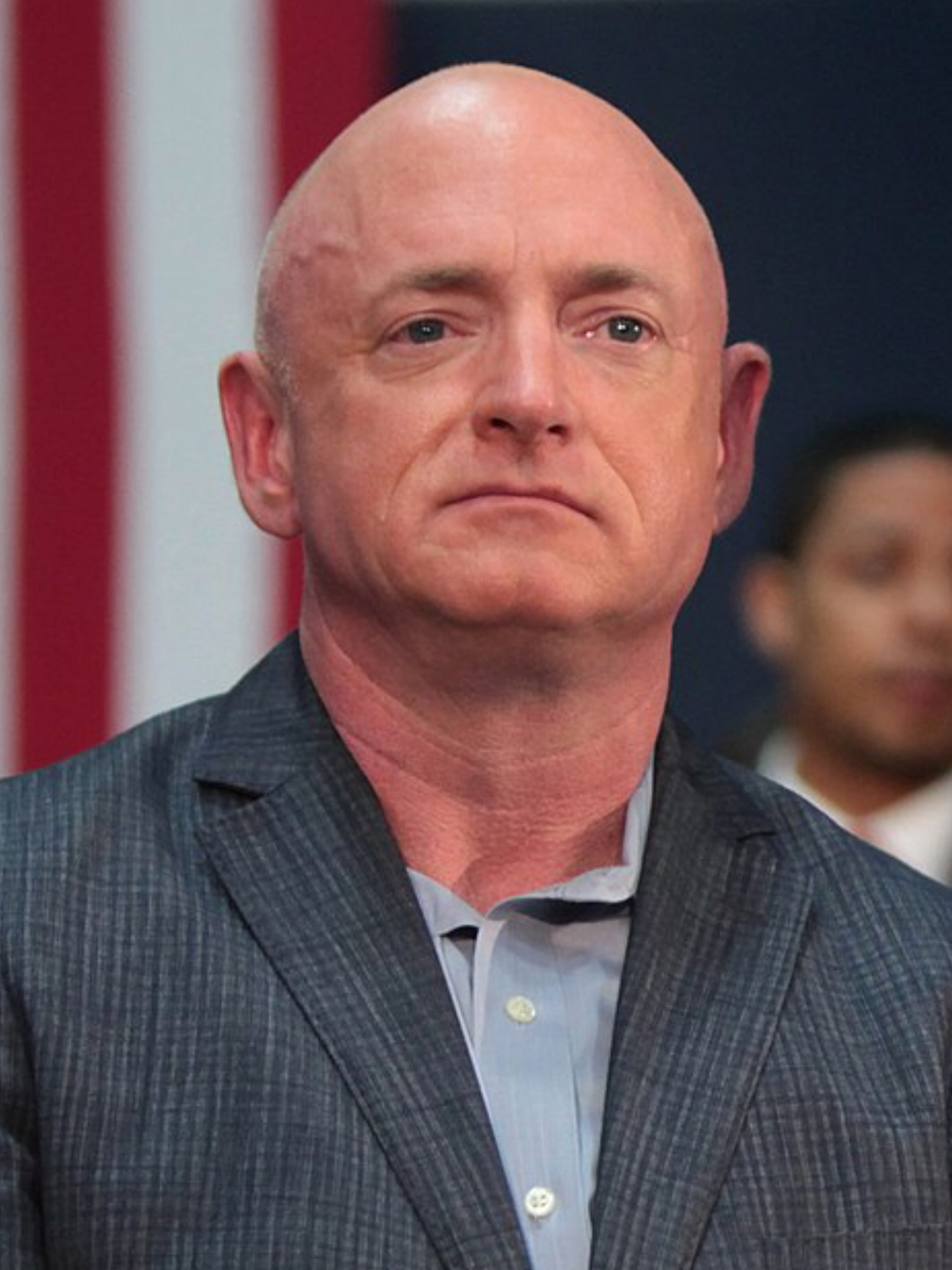
Mark Kelly en 2016.

En 2007, Gabrielle Giffords épouse l'astronaute Mark E. Kelly, père de deux enfants d'un précédent mariage et frère jumeau de Scott J. Kelly, également astronaute. Son mari commande la mission STS-134, avant-dernier vol d'une navette spatiale américaine, réalisé en mai 2011. Avant le départ de l'engin, certains officiels de la NASA se demandent si l'attentat de Tucson peut préoccuper l'astronaute au point de perturber la mission. En 2020, Mark Kelly, démocrate, est élu sénateur des États-Unis pour l'Arizona.

## Hommage
En février 2012, une frégate, le littoral combat ship USS Gabrielle Giffords (LCS-10), est nommée en son honneur.
En juillet 2022, elle reçoit la Médaille présidentielle de la Liberté, la plus haute distinction civile américaine.